# Aeroportul Internațional Abadan
Aeroportul Internațional Abadan (IATA: ABD, ICAO: OIAA) este un aeroport din Abadan, Central District⁠(d), Abadan County⁠(d), Provincia Khuzestan⁠(d), Iran ce deservește zona Abadan. Aeroportul a fost tranzitat în 2019 de 898.889 de pasageri. A fost deschis în 1941 și numit după zona deservită.
Situat la o altitudine de 6 m, aeroportul dispune de o singură pistă.